# Puits à six seaux (Rosheim)
Pour les articles homonymes, voir Puits à six seaux.
Le puits à six seaux, aussi appelé Sechseimerbrunnen, est un monument historique situé à Rosheim, dans le département français du Bas-Rhin.

## Localisation
Ce puits est situé place de l'Hôtel-de-Ville à Rosheim.

## Historique
L'édifice fait l'objet d'une inscription au titre des monuments historiques depuis 1930.